# Давньогрецька література
Давньогрецька література — сукупність літературних творів античних авторів, що включає в себе усю творчість давньогрецьких поетів, істориків, філософів, ораторів та інших аж до кінця історії Стародавньої Греції, також вона найдавніша з національних літератур Європи. Вона виникла на основі фольклору грецьких народностей. Виникнення літератури пов'язане із розпадом родових зв'язків всередині полісної громади і підвищенням особистої самосвідомості індивіда, яке ще не переходить у відокремлення від колективу.
Крайніми межами історії давньогрецької літератури визначають 11 століття до н. е., коли склалися численні оповіді про героїв Троянської війни, і першу половину 6 століття н. е., коли за розпорядженням імператора Юстиніана 529 року були закриті філософські школи в Афінах. У цьому проміжку часу розрізняють два періоди:
- перший — від зародження літератури до 3 століття до н. е., переважно творчий період;
- другий — від початку александрійської вченості до Юстиніана, переважно час вивчення колишньої літератури і засвоєння давньогрецької освіченості іншими народностями.

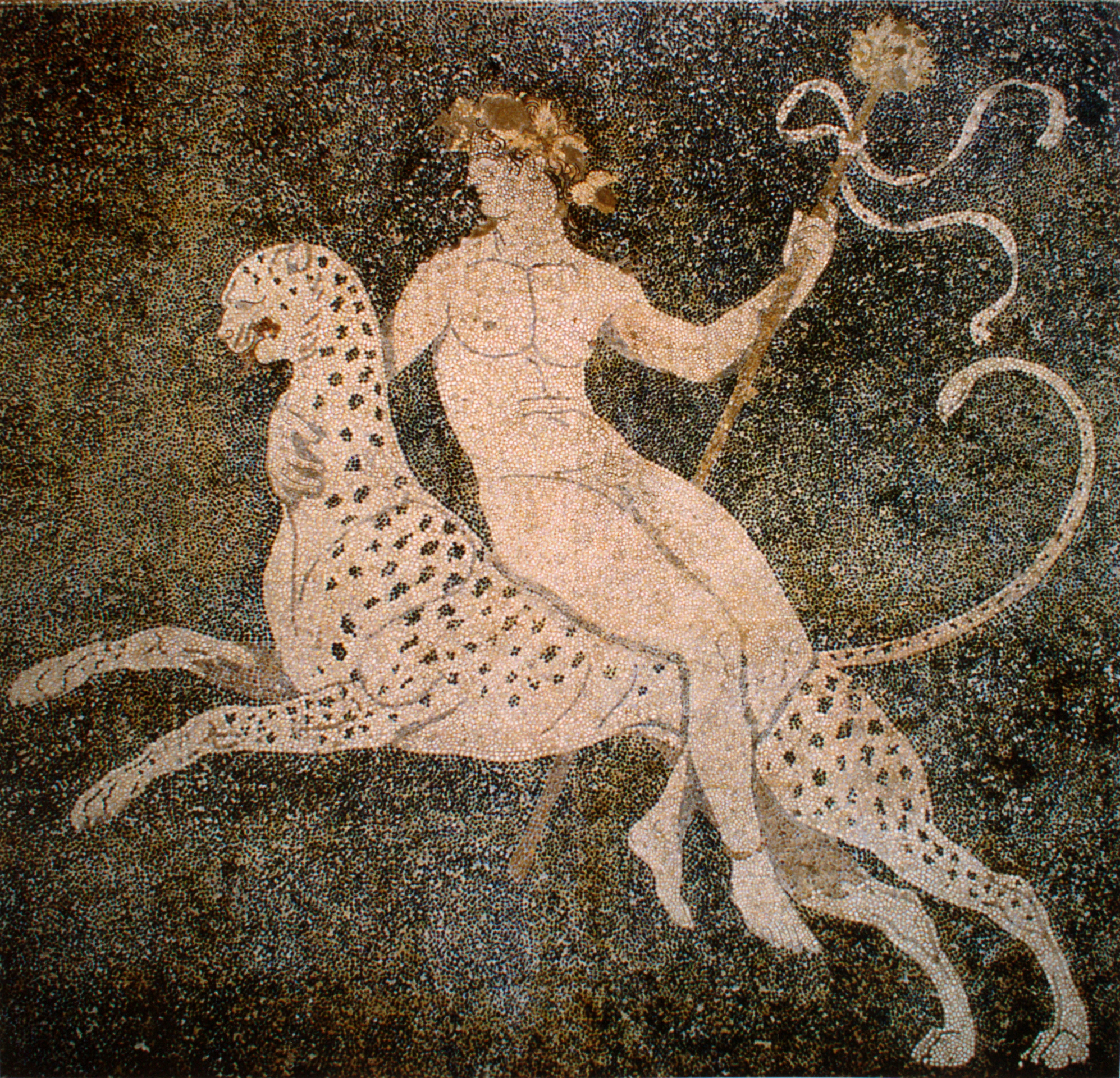
Діоніс на гепарді, Пелла, Греція

У творчу добу давньогрецької літератури виділяють два проміжні періоди. У першому періоді керівна роль належала колоніям, у другому беззаперечно панували Афіни:
- перший — розвиток епосу, лірики (меліка), виникнення драми і всіх видів прози, тривав приблизно до 480 до н. е.;
- другий — так званий, аттичний період — доба вищого процвітання драми, красномовства, філософії, історіографії з переходом до точних наук.

## Догрецька та егейська доба
Найдавніші письмово зафіксовані пам'ятки давньогрецької літератури, гомерівські поеми, є результатом тривалого розвитку, який може бути відновлений лише приблизно і в найзагальніших рисах. Певна частина цього розвитку падає на догрецький період, що передував утворенню грецьких племен шляхом схрещення народів, які вторгалися впродовж другого тисячоліття до н. е. на територію Еллади з півночі, з місцевим населенням, носіями пізнішої егейської культури. Спадкоємний зв'язок давньогрецької літератури із догрецькими народами, що володіли багатою матеріальною культурою і розвиненою писемністю, виявляється в негрецьких найменуваннях цілої низки літературних жанрів і у збігу багатьох сюжетів, мотивів і навіть формул грецької літератури із літературами народів східного та південного Середземномор'я, що перебували в тривалому спілкуванні з народами егейської культур. Підтверджується ця спадкоємність і аналогічним зв'язком інших елементів грецької культури з догрецької періодом.
Історичне значення давньогрецької літератури для пізніших літератур полягає в тому, що зачатки словесного мистецтва, які в державах Сходу при ідеологічному пануванні жрецтва підіймалися до рівня літератури лише настільки, наскільки вони могли служити інтересам релігії та практичної «мудрості». В умовах грецької історії література отримала можливість подолати «табу», магічну і культову зв'язаність, і дати ту різноманітність літературних форм, яка через спадкоємну римську літературу зуміло збагатити літературу Нової Європи. З іншого боку, залишки зв'язку з культом забезпечили грецькій літературі консервативність форм, яка дозволяє сучасному дослідникові, незважаючи на втрату величезної кількості пам'яток давньогрецької літератури, відновити основні лінії її розвитку.
В основі давньогрецької літератури лежать жанри, які були відомі і всім сусіднім народам: робітничі, військові та маршові пісні — ембатерії, заклинання, пісні культові та обрядові. В усіх цих утвореннях слово виступає в нерозривному зв'язку із музикою і ритмічними рухами тіла, будь то трудові операції або ритуальний танець, що здійснювався одиничною особою або колективом («хоровод»). Для свят та обрядів, пов'язаних з родючістю, характерні сліди колись панівного статевого розгулу, суперечки, «ритуального лихослів'я», «глузливі пісні». Як показують назви більшої частини цих пісень, вони мають догрецьке походження. Обряди нерідко були складною системою магічно-мімічних дій — зачатками давньогрецької драми. Для подальшого розвитку найбільше значення мали культові та обрядові пісні, оскільки консервативність ритуалу створювала стійкі традиції і єдиний стиль. Поряд з піснями, греки знали й інші види «усній словесності» — казки, загадки, прислів'я, — і в їх склад безперервно просочувалися, перероблялися і засвоювалися нові матеріали з багатої скарбниці Сходу.

## Архаїчна доба

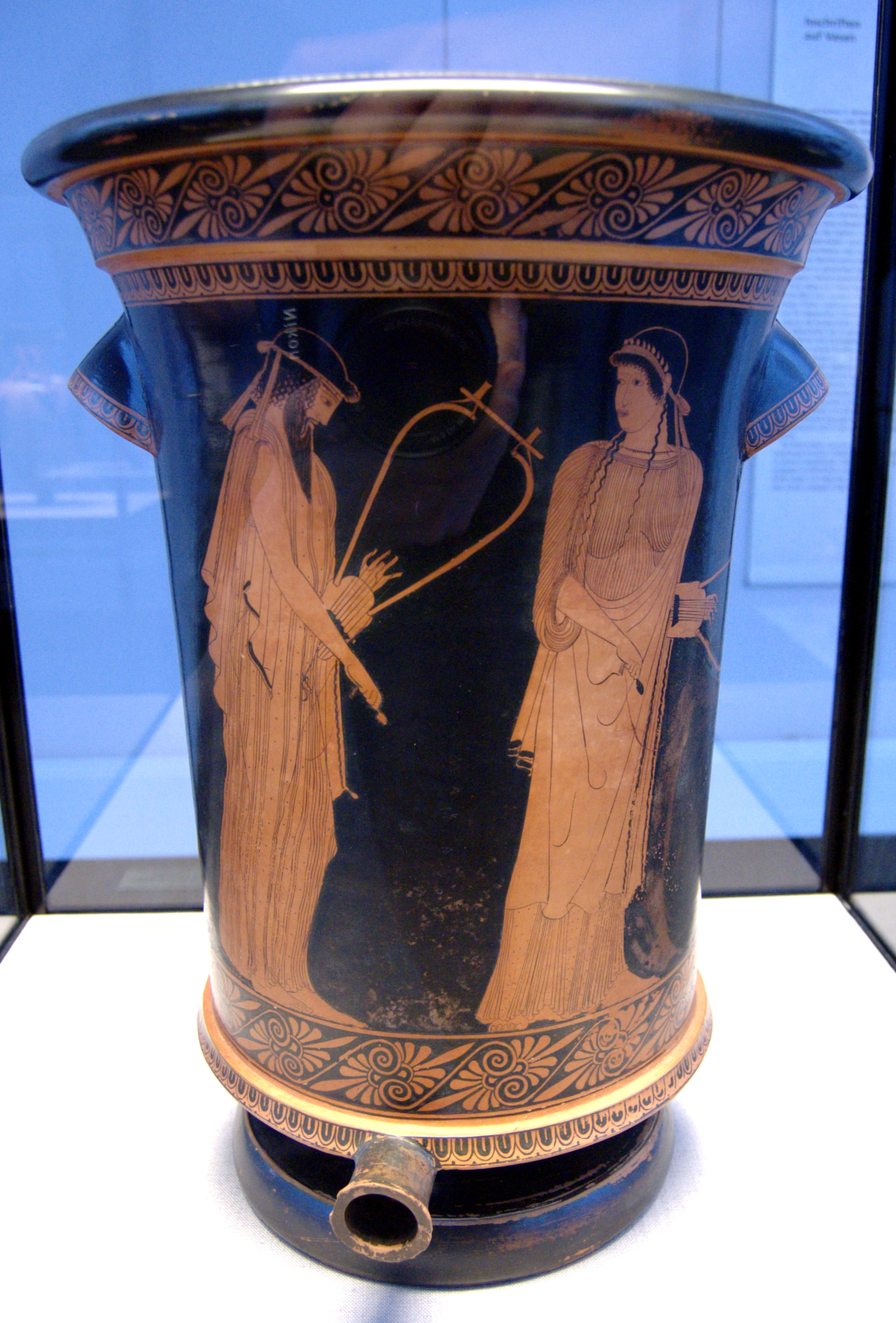
Аттичний червонофігурний калаф. Алкей і Сапфо, Вазописець Брига. Близько 470 до н. е. Державне античне зібрання, Мюнхен

У міру того, як громадське та особисте життя ставало різноманітнішим і складнішим, особливо в багатіючих торгових колоніях, народжувалася й нові форми поетичної творчості. Спадкова монархія поступилася місцем олігархічної або демократичного правління, або вийшла з боротьби партій і спочатку спиралася на тиранію. Поезія багато втратила в урочистості, але не менше виграла в практичному, життєвому значенні. Із натхненних глашатаїв муз або Аполлона поети звернулися до простих смертних, що видавалися над натовпом більшою чуйністю, мудрістю практичних порад або влучністю і в'їдливістю критики. В лавах поетів того часу почесне місце належало великому афінському законодавцю Солону; інший афінський громадянин Тіртей, добував своїми піснями перемоги спартанцям; Теогнід користувався віршованою формою для нещадного переслідування політичних супротивників. Сама форма віршів — елегійний двовірш із гекзаметра і пентаметра — відрізнялася у порівнянні з епічним віршем стислістю і виразністю, а ямбічних розмір сатиричних віршів ще більше зближував поетичну мову із повсякденною, розмовної. Злість дня в її нескінченному розмаїтті була предметом поетичного вираження в елегіях і ямбах впродовж 7-6 століть до н. е. Виробленими тоді віршованими формами охоче користувалися і пізніше. Старовинні елегії виконувалися під акомпанемент флейти. З числа елегійних і ямбічних поетів: Каллін, Сімонід, Мімнерм, Фокілід, Ксенофан, Гіппонакс, Архілох — належали малоазійськім містам і островам; Солон, Теогнід, Тіртей — уродженці Аттики і Мегари.
Хоча епос і елегія розвивалися не без зв'язку з музикою, перший час музика була досить простою і монотонною; віршовані тексти декламувалися і удосконалювалися незалежно від музичного акомпанементу. Не так було з поезією власне ліричною, або пісенною, успіхи якої були підготовлені розвитком музики і яка окремо від музики не існувала, іноді до музики приєднувалися й ритмічні рухи, орхестіка. Початки лірики містилися в найдавніших народних піснях, але свідома розробка її у зв'язку з музикою починається з Терпандра родом з Лесбоса, який у 7 столітті до н. е. на Карнейських і Піфійських зборах в Спарті і Дельфах виступив (з семиструнною лірою замість первісної чотириструнної) як виконавець релігійних піснеспівів, номів, з удосконаленим музичним супроводом. Він відкрив гаму звуків, встановив основні гармонії, лади грецької музики і взагалі поклав початок систематичному музичному мистецтву.

### Лірика

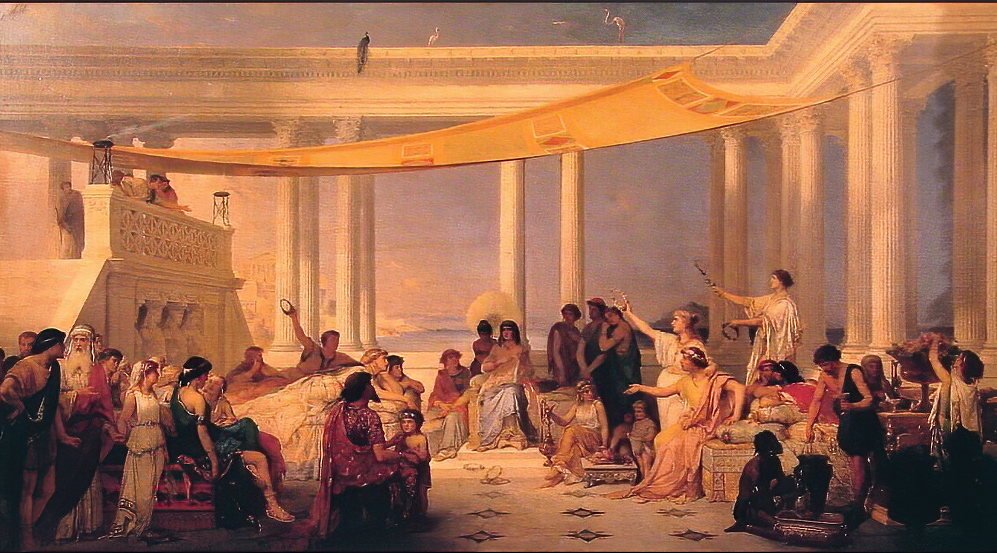
Sappho at Mitylene, Pierre Olivier J. Coomans, 1876

Грецька лірика ділилася на власне пісню та хоровий спів і розвивалася в один час з елегією та ямбом: Терпандр передував Архілоху, а в один час із Солоном жили головні представники обох видів лірики: Алкей та Сапфо, Стесіхор. Елегія і ямби примикали за мовою до іонійського епосу, лірична поезія, за самою своєю природою більш індивідуальна, представляла нескінченну різноманітність місцевих говірок у тісній залежності кожного поета від його батьківщини і місця діяльності. Іонійські, еолійські, дорійські говірки були рівноправні в ліриці. Не меншою різноманітністю відрізнялося віршування ліричних пісень залежно від особистості поета і від найтонших відтінків його настрою. Якщо номи і просодії Терпандра і Клонаса, що виконувалися під акомпанемент кіфари, флейти, користувалися гекзаметром, ямбом і елегійним двовіршем, то наступні лірики виявляли в цьому відношенні надзвичайну винахідливість і свободу творчості.
Втім головним чином генієм Архілоха, були введені в обіг окрім гекзаметра і пентаметра ямб, трохея, анапест. З видатних ліриків мало не кожен додавав нові віршовані форми, які назавжди отримували за собою імена своїх творців, або накладав печать власної індивідуальності на форми вже існуючі, змінюючи і вдосконалюючи їх. Відносно винахідливості всіх ліриків перевершив спартанський поет половини 7 століття до н. н. Алкман, у якого вперше знаходимо розміри іонійські і логахдичні; він же перший вживав розмір, що виявився вельми придатним для хвалебних віршів. Починання Алкмана знайшли собі продовжувача у Стесіхорі з Гімери. У середовищі ліриків стало звичаєм розчленовування вірша на строфи. Взагалі в давньогрецькій ліриці розрізняються напрямки еолійські й іонійські, з одного боку, і дорійські — з іншого. Головні представники першого — Алкей, Сапфо, Анакреонт, другого — Алкман, Стесіхор, Ібік, Сімонід з Кеоса, Аріон, Вакхілід, Піндар.
Тільки перші поети — лірики в сучасному розумінні, які виражали у своїх творах особисті душевні стани; другі, власне грецькі лірики, що займали в грецькому житті почесніше місце, призначали свої пісні для прикраси свята прославлення богів, внаслідок чого зміст їхніх творів мав більше спільного, ніж особистого, проте саме урочистість стала відмінною рисою дорійської поезії. Одні пісні призначалися для виконання одним голосом, у приватному житті окремих громадян, інші були хорові і мали значення переважно релігійно-громадське, виконувалися в публічних місцях. Будова пісень першої категорії була незрівнянно простішою; тут допускалося безперервне чергування окремих віршів, або ж строфи однакової будови слідували одна за другою. Незрівнянно великою різноманітністю відрізнялося строфічні будова хорових пісень, особливо з часу Стесіхора, який ввів у віршування чергування потрійних груп — строфи, антистрофи і еподи, — відповідно рухам хору вправо, зворотному вліво і заключного перебування на місці. Хорові пісні були значніші і за обсягом. Переможні пісні Піндара складені на славу переможців на чотирьох загальноеллінських святах і дійшли до нас в числі 44, це єдині і пречудові зразки хорової грецької лірики.

### Драма

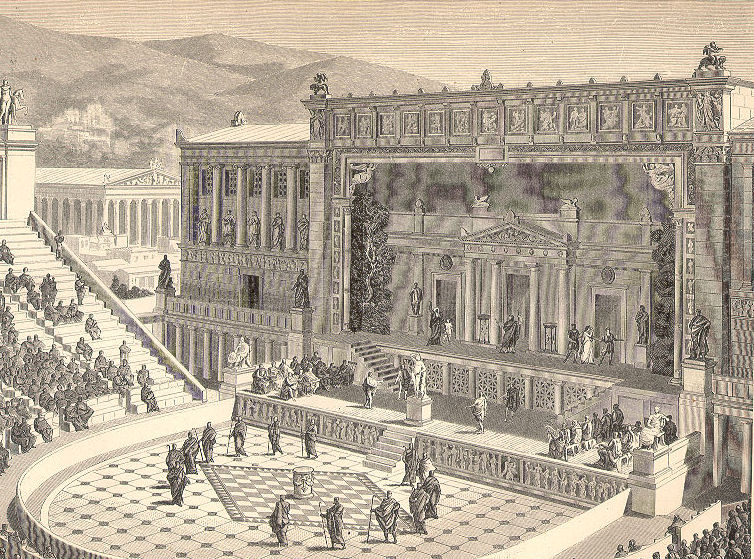
Театр Діоніса, Афіни, реконструкція

Одна з форм цієї ж лірики, дифірамб, була джерелом трагедії, а з жартівливих хорових пісень, теж на честь Діоніса, вийшла давньогрецька комедія. Споконвічні початки драми, що містилися в самому житті древнього грека і особливо в культі Діоніса, розвинулися швидко до класичних зразків драматичної поезії завдяки досягнутим раніше успіхам лірики, зокрема — дифірамба. Діфірамбічному хору дав правильну організацію Аріон із Коринфа, а славнозвісні лірики розповсюдили дифірамбічну пісню з Діоніса і на інші міфічні особистості. Вже за Солона, на початку 6 столітті до н. е., в Афінах можна було бачити перші досліди драматизування дифірамба за допомогою одного актора, яким був сам винуватець нововведення, ікарієць Феспід.
Драматичні вистави зайняли місце поряд з дифірамбом у вшануванні Діоніса, оскільки це були народні свята, держава була зацікавлена в якомога привабливішому виконанні їх, і драматичні письменники знаходили достатньо для себе задоволення і заохочення в гарячому співчутті і розуміння багатьох тисяч глядачів. Спорудження в Афінах кам'яного театру Діоніса близько 500 до н. е. було зовнішнім виразом того, що драматичні вистави стали предметом державної дбайливості. Феспід, Херіл, Пратін, Фрініх — попередники батька трагедії, Есхіла. Глибина і різноманітність психологічних спостережень, напружений інтерес до чисто людських сторон міфічних і легендарних героїв, старанне мотивування їх рішень і зіткнень, закономірна комбінація зовнішніх обставин і душевних станів дійових осіб — такі риси аттичної драми, що забезпечили за нею на багато століть освітнє значення. Надзвичайно швидкому розвитку драми сприяли також успіхи громадянськості в Афінській республіці і високий загальний розвиток маси афінських громадян. Тільки за наявності вільних демократичних інституцій стала можливою в Афінах стародавня політична комедія, що вийшла з фалічних пісень і спочатку склалася в дорійських Мегарах. Нраворятуюча комедія в першій порі розвитку також належала дорянам, пізніше ж почала складатися серед сицилійців у 7 столітті до н. е. Вона вважається «старшою сестрою» середньої і нової аттичної комедії.
Обладнання театру
З часів Феспіда постійної театральної будівлі не було. В Афінах, наприклад, в якості театральної сцени використовували центральну площу, на ній амфітеатром розташовували поміст для глядачів. А в інших містах деколи обиралась галявина, оточена з боків пагорбами, де розташовувались глядачі. З моменту виникнення театр набуває всенародного характеру, тому вже тоді на вистави приходило дуже багато глядачів.
Актор і хор преродягались у скене, спеціальному наметі; а виступали на майданчику перед нею. Пізніше для використання під час театральних постанов почали будувати дерев'яні приміщення.
Але у 500 році до н. е. під час театрального дійства сталося непербачуване: лавки, на яких розмістились глядачі, невитримавши напруги від ваги, обвалились. Це призвело до великої кількості жертв. Після цієї події Афінські Народні збори ухвалили назавжди відмовитись від тимчасових ненадійних театральних приміщень і розпочати будування театр у священному окрузі Діоніса. Відтоді грецькі театри почали будувати просто неба.

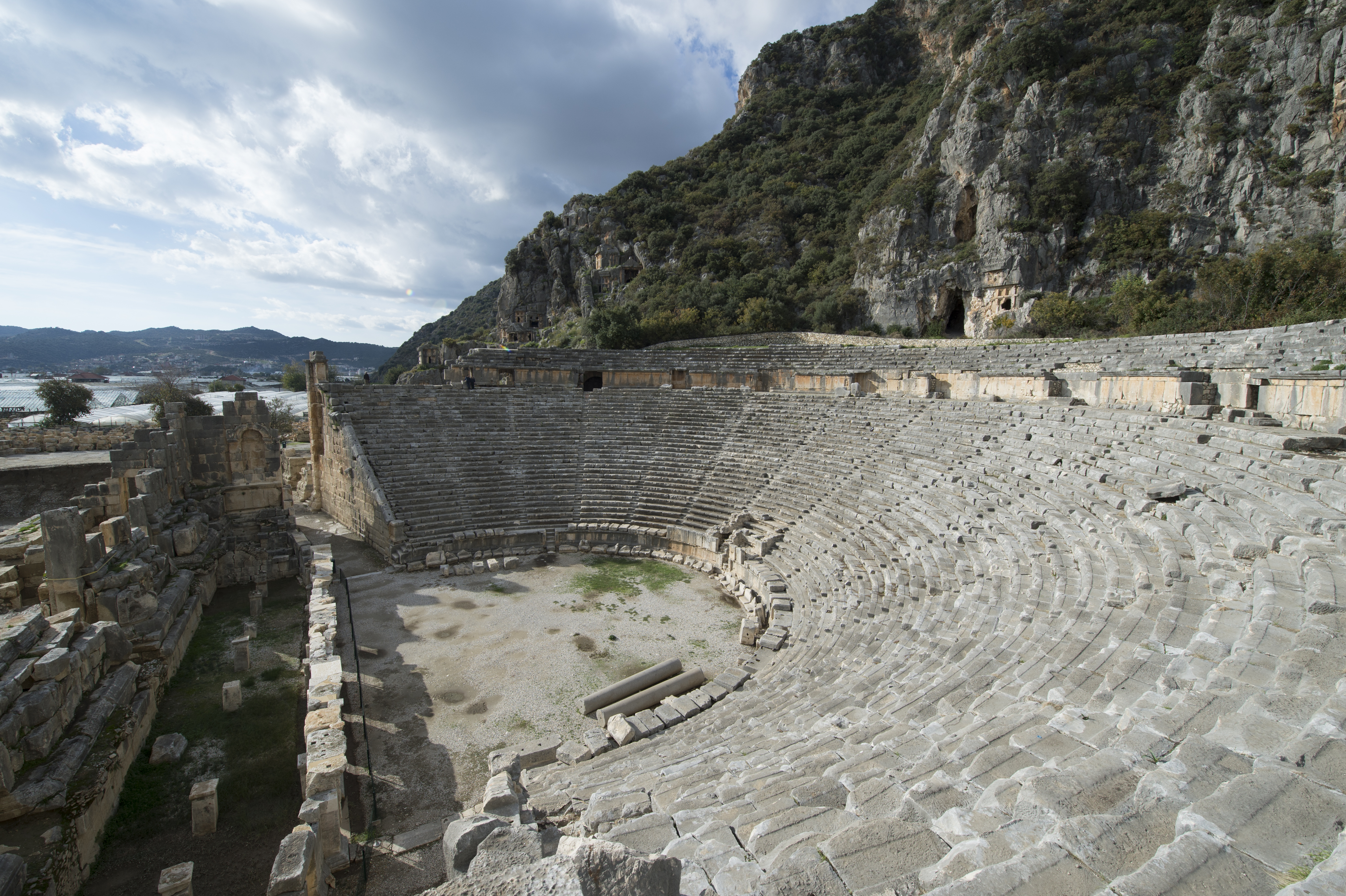
Ancient theatre

Класичний грецький театр складався з трьох частин — театрону, орхестри і скене, які вдосконавлювались протягом V і особливо IV ст. до н. е.
Театрон
Театрон — це місця в класичному грецькому театрі для глядачів, розташовані на схилі пагорбів. Вони вирубувались прямо в скелі і розміщувались концентрично, або ж прокопувались в землі і зверху накривались дерев'яними дошками або кам'яними плитами. Для особливих шанованих осіб сидіння вироблялись із мармуру і ставились в перших рядах, проедріях. Театрон спускався до орхестри і був поділений на тринадцять секторів вузькими проходами.
Актори
З самого початку виникнення трагедії, коли вона ще була драмою одного актора, її автор водночас був і виконавцем головної ролі. Акторами були і Есхіл, і Феспід. Проте швидко ці професії розбігаються.
Відомо, що саме Есхіл на початку V ст. до н. е. першим виводить а сцену другого актора. Поява другого актора — девтерагоніста не тільки обмежує хор і певною мірою ускладнює дію, але й вимагає появи професійних акторів. Коли Софокл увводить третього актора, тритагоніста, акторський фах уже був поширеним, а самі актори, особливо протагоністи, отримують величезну популярність і славу серед суспільства. Бували і нетипічні для еллінського театру випадки, коли на сцену виходили навіть четверті актори, але вони вже не брали такої участі в діалогах і були просто статистами, так само як і ті, хто зображував варту чи гурт людей.
Акторами могли бути лише вільні громадяни-чоловіки — навіть коли потрібно було виконувати жіночі ролі, їх виконували дорослі чоловіки і юнаки. З деяких соціально-побутових причин жінки не допускалися до драматичних ролей. До акторів ставилися надзвичайно високі вимоги. Вони повинні були мати гучний голос, бездоганну дикцію, вміти співати, особливо, мали вміти декламувати, а ще танцювати і грати на музичних інструментах. Дуже цінувалося вміння грати протилежні ролі, мовою і рухами передавати психологічний стан зображуваної особи. Завдання актора ускладнювалося композиційними особливостями трагедії. Особливо актор впливав на присутніх своїм мистецтвом декламації.

### Історіографія
Цьому періоду нових політичних утворень належать перші досліди прози історико-географічної та філософської, яка за своїм змістом тісно примикала до епічної поезії і народної міфології. Грецька історіографія почалася з перекладання в прозу поетичних переказів у порядку хронологічної послідовності і з запису пам'яток окремих міст і народів. Кадм, Діонісій, Гекатей Мілетський, Ксанф з Лідії, Харон з Лампсака, Гелланік з Мітилени є найдавнішими історичними письменниками. Представниками найдавнішої грецької філософії є Фалес, Анаксимен, Анаксимандр (див. давньогрецька філософія). Наприкінці першого періоду історії грецької літератури всі частини еллінського світу були охоплені політичним і розумовим рухом, а нагромадження багатств торгівлею і промислами та отримання з Єгипту папірусу — порівняно дешевого матеріалу — полегшували літературну продуктивність міських республік і сприяли їх розумовому зближення. Вельми характерними виразниками тієї епохи збудження і повсюдної напруженої діяльності були, так звані, «сім мудреців» (Біант, Хілон, Клеобул, Періандр, Піттак, Фалес, Солон) — розсіяні по різних містах практичні діячі та вчителі, які у віршованій, стислій формі пропонували уроки життєвої мудрості — гноми
Найвидатніші грецькі історіографи:
- Геродот — «батько історії». Автор «Історії» в дев'яти книгах, присвячених опису греко-перських війн з викладом історії держави Ахеменідів, Єгипту та ін., містить перший систематичний опис життя і побуту скіфів.;
- Гекатей Мілетський — «Генеалогія»; «Землеописи» та ін.;
- Ксенофонт — «Спогади»(«Мемораблії»); «Агесілай»; «Гієрон»; «Ананабис»; «Кіропедія»; «Грецька історія»;
- Фукідід — Відомі твори — «Історія»

Ксенофонт, Геродот та Фукідід стали класиками і найвидатнішими істориками Греції, тому їхні праці дійшли до нас. Але крім них був ще цілий ряд визначних істориків, що були свого часу пополярні. Збереглися імена і, на жаль, лише назви творів історіографів Ктесея, Кратіппа, Тімея, Ефора, Філіста, Феопомпа, Іона та ін.; окремі факти їх життєписів, деякі фрагменти історичних творів.

## Класичний період

### Трагедії

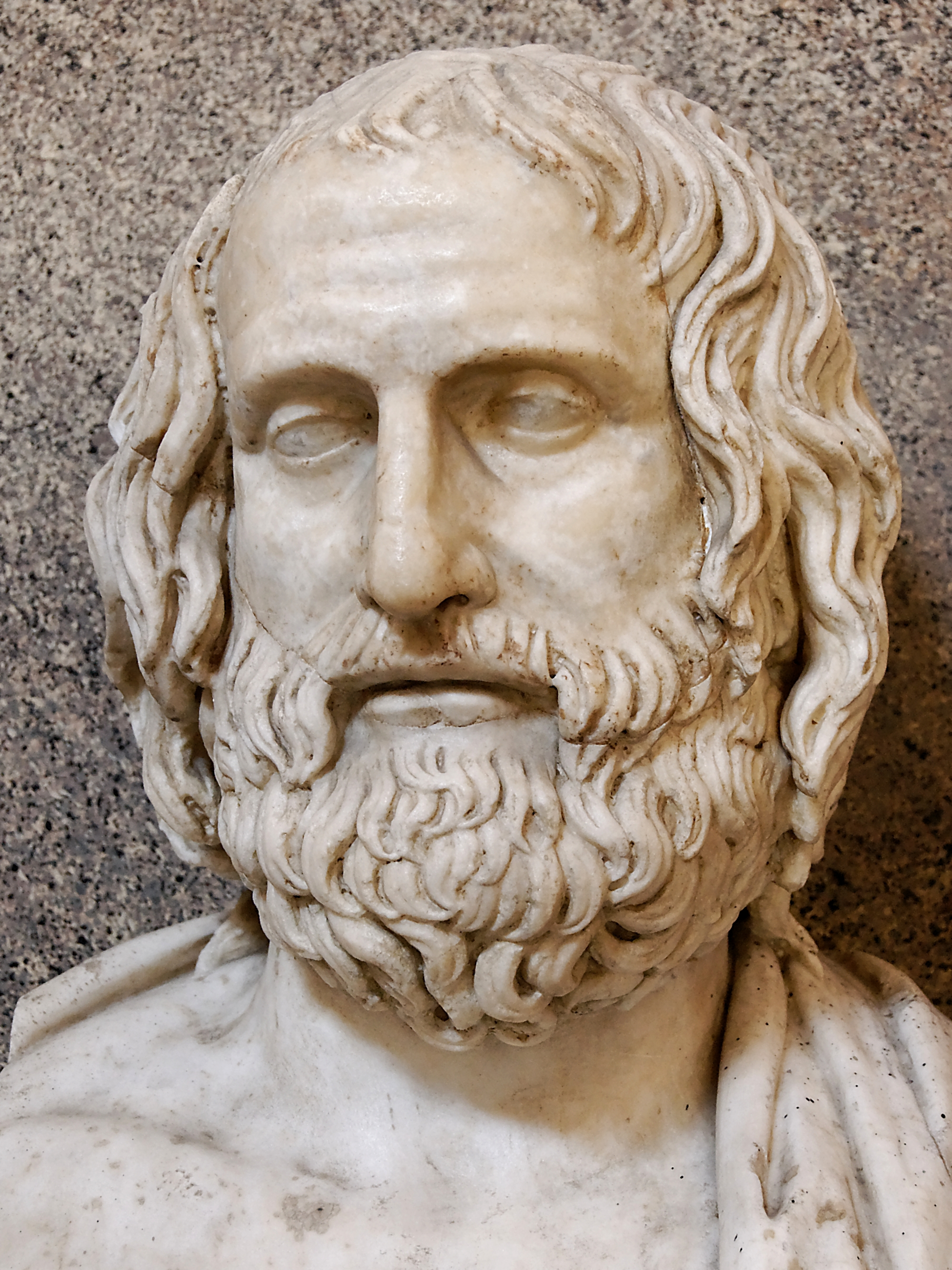
Евріпід

Початком наступного періоду можна вважати 478 до н. е., коли утворився Перший Афінський морський союз і Стародавні Афіни на довгий час стали загальновизнаним гегемоном значної частині Еллади. Споконвіку в народній поезії існуючі зачатки драми були опрацьовані в Афінах до рівня довговічного зразку драматичної творчості. Хоча наявність високо розвинених форм епосу й лірики сильно полегшувала розвиток аттичної драми, тим не менше і трагедія, і комедія були оригінальним створенням афінян, найбільше зобов'язаним сукупності політичних і культурних умов в Афінах. З двох видів драми трагедія за своїми сюжетами тісно прилягала до народних сказань і міфів, а давньогрецька комедія черпала зміст зі спостережень над сучасними політичними діячами, поточними суспільними подіями, звичаями. Піднімаючись над приватними практичними інтересами, трагедія вводила глядачів у коло інтересів і понять загального характеру, релігійних, етичних та громадських, втілюючи їх у типові образи, кожному близькі й зрозумілі. За своїм змістом твори афінських трагіків були здебільшого прямим продовженням Гомера та інших кіклічних поетів: ті ж освячені вірою імена і взаємні відносини божеств і героїв, та ж, до Евріпіда, щирість віри. Тим знаменнішими були нові способи обробки народних сказань, які більш гармоніювали зі світським настроєм суспільства та з успіхами узагальнення у сфері думки і почуття.
Вже починаючи з Есхіла, панівним предметом зображення в трагедії, а отже — і симпатій глядача, стало душевне життя людини з її сподіваннями, побоюваннями, пристрастями. Міфічна старовина зберігалася лише як зручна, всіма визнана форма, під якою чулося биття живої дійсності; легендарні особистості були перекладачами або виразниками того, чим жили сучасники трагіка. Ніколи раніше афінська публіка не підходила так близько за допомогою поетичних зображень до природного зв'язку причин і наслідків. Надзвичайна популярність аттичної трагедії виявляється у тому, що впродовж 5 століття до н. е. для афінського театру написано не менше 1 000 трагедій. На жаль, з цього величезного числа до нас дійшли тільки 31 — по сім від Есхіла і Софокла та 17 — від Евріпіда, а також одна сатирична драма Евріпіда «Циклоп». На афінському театрі тримався до 4 століття звичай ставити трагедії групами, так званими тетралогіями, при чому подання трьох трагедій полягало пустотливою п'єсою на зразок водевілю. Хори цих п'єс складалися з сатирів, постійних супутників Діоніса, звідки і сама назва сатиричної драми. Від величезного чис збереглися деякі імена і незначні уривки. Крім Есхіла, Софокла і Евріпіда, які затьмарили собою не тільки сучасних їм трагіків, але й наступних, відоміші Іон, Агафон, Ахей, Критій, Евфоріон, Евріпід Молодший.
Існує кілька версій тлумачення походження слова «трагедія». Однією з таких версій є те, що слово «трагедія» означало пісні, які виконувалися хором під час культового обряду, присвяченого Діонісу, який був богом родючості. Цей хор складався із почту Діоніса — сатирів, які одягалися у цап'ячі шкури, прославляючи цього бога. Саме тому іноді сатирів називали просто цапами, а їхня пісня отримала назву «трагедія». Другою версією походження називають пісні, які співали учасники ритуалу, коли приносили в жертву цапа для бога Діоніса. Цей обряд виконувався під час святкування свята Діоніса. Ті пісні називалися трагедіями. Під час жертвоприношення бідна тварина кричала, її останні звуки, за останньою версією походження слова «трагедія», і називали трагедією.

### Комедії

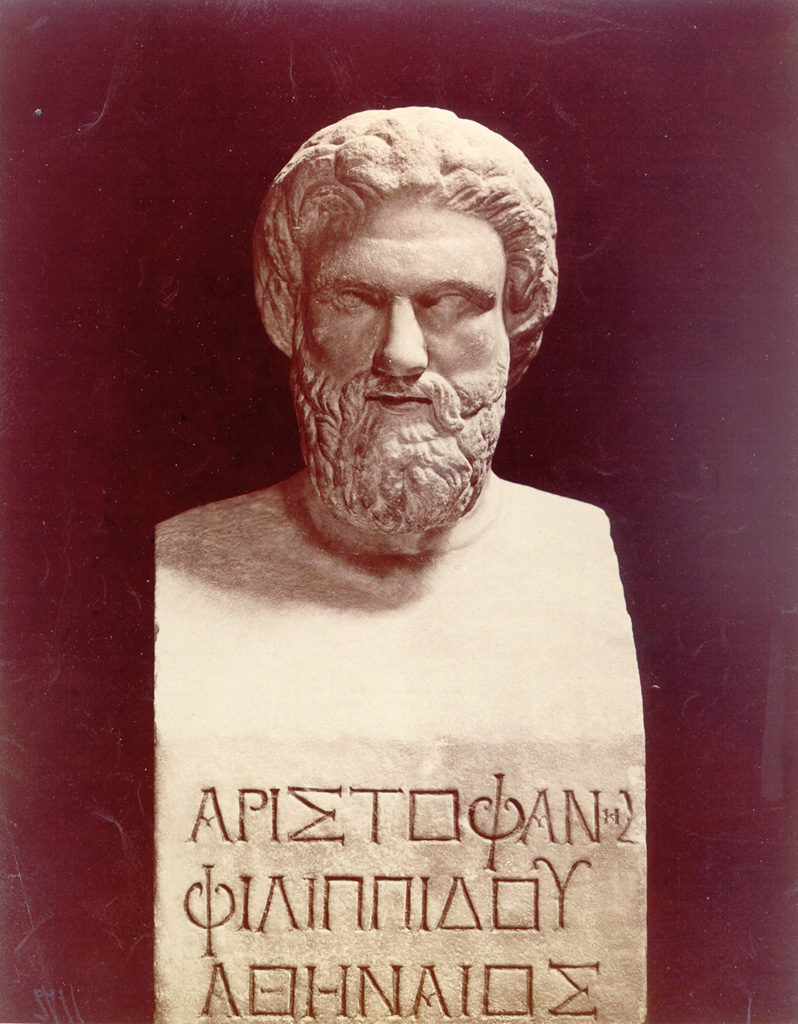
Аристофан

Паралельно з трагедією розвивалася в Афінах і комедія, перенесена сюди з Мегари і тільки тут досягша високого ступеня досконалості і величезного впливу. Хіонід, Магнет, Кратін, Евполід, Кратет, Ферекрат, Платон підготували повний розквіт аттичної комедії у 5 столітті до н. е. у творах Аристофана, з 64 п'єс якого дійшли до нас 11. Найхарактернішою особливістю аристофанівської комедії була парабаза, що розривали подання на дві частини. Це пісня, яку виконував весь хор чи корифей і в якій від імені автора висловлювалися глядачам поради, застереження, скарги на літературних суперників і політичних ворогів автора, судження про сучасні події та осіб. Політична свобода, високий розумовий розвиток громадян, як і геній Арістофана та його попередників перетворили грубий фарс, яким була комедія спочатку і залишилася назавжди в інших частинах Еллади, на оригінальній вид драми, який поєднував у собі риси нещадної сатири і памфлету, з одного боку, художнє створення — з іншого. Звичайно, критика аттичної комедії, чи стосувалася вона політики (Клеон), літератури (Евріпід) або філософії (Сократ), була односторонньою і мала на увазі повернути добрий старий час марафономахів, озброїти громадську думку проти новаторів, тому значення древньої комедії як джерела для політичної історії дуже відносне.
Однак сміх Аристофана не зупинявся ні перед чим, проникаючи у всі сфери життя і насправді підриваючи традиційні початки. Блудливий Зевс, жадібний до золота Гермес, Опора і Теорія в образі гетер — такі божества комедії «Мир». Помістивши між небом і землею пташине царство загрожує відняти у богів і жертовний дим, і любовні насолоди («Птахи»). У «Дедалі» Зевс зображений злодієм і брехуном. Поруч з Евріпідом і Агафоном закидам Арістофана піддавався й урочистий, богобоязний Есхіл. Наслідки ж комедій виходили далеко не ті, яких, можливо, бажав сам комедіограф: не послаблювала, а скоріше посилювала аттична комедія дух сумніву й критики у сучасному суспільстві. Питання політичні, приватні та загальні, соціальні, літературні, педагогічні, філософські знаходили собі місце в давній комедії, як можна бачити і за уцілілими п'єсами Аристофана, і обговорювалися криво з не баченою ні раніше, ні пізніше свободою. Вже в числі комедій Аристофана є кілька вільних від особистих нападок («Птахи», «Мир», «Лісістрата», «Багатство», «Оси», «Жінки в народних зборах»). Особиста критика є в них лише побіжно, у вигляді натяків, поступаючись головним місцем сатирі на цілі напрямки в літературі та громадського життя, а також на цілі класи громадян.
Так звані, середня і нова комедія (від відновлення афінської демократії після тиранії тридцяти в 403 до н. е. до александрівського періоду), зовнішнім чином відрізнялися від аристофанівської відсутністю хору, являючи собою тільки більш постійний і послідовний розвиток тих елементів пародії на міфологічні особистості і на трагіків, які містилися у достатку в самих зародках аттичної і взагалі грецької комедії і в творах Аристофана, з іншого боку, не зовсім були вигнані з цих пізніших видів комедії й особисті нападки на політичних діячів. Головним представником нової аттичної комедії вважався Менандр, вона відома нам майже виключно за римськими наслідуваннями, що належать авторству Плавта і Теренція.

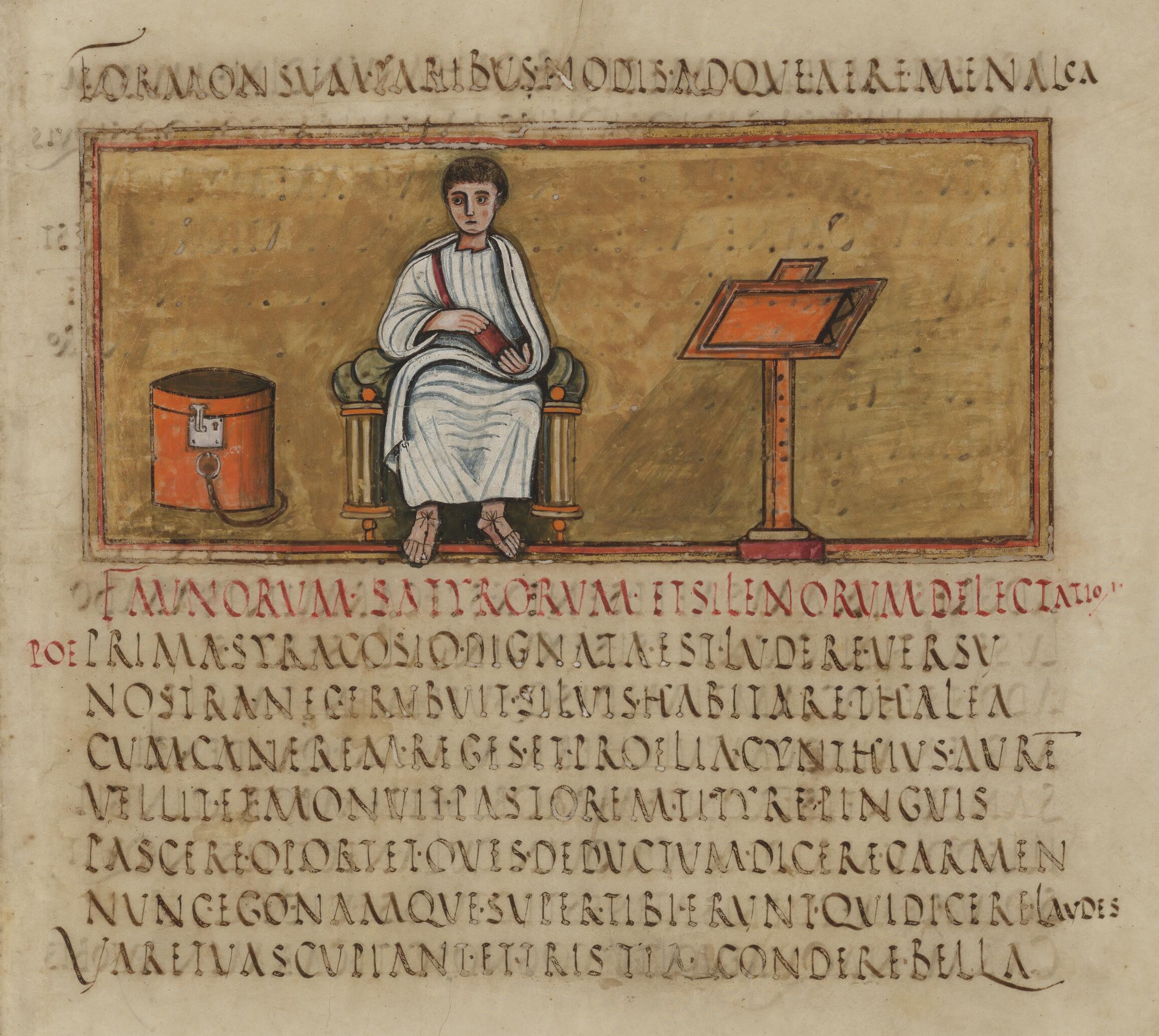

Давня комедія вже остаточно як жанр сформувалася в Аттиці, зокрема в Афінах, у 480-х роках до н. е. Точних даних про її походження немає, отже це питання, як і походження трагедії, є досить складним. Першим джерелом виникнення трагедії, безсумнівно, можна вважати вже згадувані народні свята на честь бога Діоніса. Арістотель, наприклад, у своєму творі «Поетика» стверджує, шо комедія виникла «від заспівувача фалічних пісень» і була «зображенням усього порівняно поганого в людині» (V, 1449а). Що ж собою являли заспіви, згадувані Арістотелем? Це були урочисті пісні, яких  заспівували землероби під час сільських свят  на честь улюбленого бога плодючості Діоніса, коли вже починалася  весела й карнавальна,  нестримно буйна частина урочистостей, і їх виконувала процесія селян. Вони несли кошики з різними видами сільськогосподарських плодів, деякі з них тримали в руках великі зображення символів плодючості — фала, які символізували животворні сили природи. Учасники процесії часто одягали шкури тварин, мастили собі обличчя виноградним суслом,  і, імітуючи їхні рухи, жестами вітали прихід весни й перші теплі промені сонця. Усе це супроводжувалося співом розгульних, часто сороміцьких пісень, непристойність яких була зумовлена традиціями самого обряду. Цей галасливий, радісний натовп ряджених йшов по полях, деколи заходив до місцевих селищ, де її зустрічали юрби святкуючих, які теж могли приєднувалася до процесії. Під час її руху могли розігруватися примітивні театральні сценки, а якщо зустрічалася інша процесія, то виникали жартівливі суперечки чи сварки. З рядів ряджених лунали іронічні чи сатиричні вигуки, непристойності, когось називали на ім’я і соромили чи висміювали. Фалофори («носії зображення фалів») мали право вибігати з рядів, лаяти чи сварити когось із присутніх глядачів.

### Мовні засоби
Діалектика і красномовство всіх видів входили істотними частинами в поетичну мову трагедії і комедії. Намагання переконати супротивника, довести вину його і свою правоту складають головну задачу драматичних діалогів і багатьох монологів. Для життєвих відносин афінської демократії потрібна була ретельно оброблена прозаїчна ораторська мова. Вільне переконливе слово було сильним важелем успіху в афінської республіці і навіть більше: воно було одним з дієвих засобів самозахисту в справах політичних і приватних. Там, де в силу закону кожен громадянин зобов'язаний був свою тяганину вести особисто і судочинство було усним, публічним, мало характер змагання, там, де суспільне значення окремої особистості і активна участь у справах батьківщини визначалися насамперед особистими даруваннями, вмінням переконати повновладні Народні збори — там мистецтво ораторської мови і можливість навчитися йому ставали одним із предметів першої необхідності. Афінська республіка в порівняно короткий період часу породила велике число ораторів і вчителів красномовства, неперевершених в наступні часи: Антіфон, Андокід, Лісій, Ісократ, Ісей, Лікург, Гіперід, Демосфен та багато інших.
Афінська школа красномовства була створена софістами і вчителями теорії красномовства, уродженцями Сицилії. У творах знаменитих ораторів аттична проза вперше досягла остаточного розвитку і з половини 4 століття до н. е. піднялася на висоту літературної мови всіх еллінів. Втім, найдавнішим з уцілілих зразків аттичної прози має вважатися приписуваний Ксенофонтові трактат «Про афінський державний устрій» (425 до н. е.). Антифон, Лісій, Ісократ дали зразки складу високого, середнього та низького, причому справжнім творцем еллінської літературної прози був Ісократ. Число учнів його було дуже великим; до них належали й історики-ритори 4 століття до н. е. Феопомп й Ефор. Проте найбільшим оратором Афін був Демосфен, який навчався в Ісея. Все життя Демосфена — яскраве свідчення того, якою силою володіла громадська думка в Стародавніх Афінах, а з іншого боку — і того, якого впливу досягав у Афінської республіці громадянин, що віддавався служінню батьківщині і гідним чином підготував себе до громадської діяльності.

### Наукова проза
Драматичному діалогу в поезії відповідала розмовна літературна проза в застосуванні до предметів філософії. Творцем її вважається Сократ, а незрівнянним виразником в літературі — Платон, автор численних діалогів, які крім філософського значення відзначалися високими перевагами як літературні твори. Абстрактні думки Платон нерідко втілює у художні образи і картини. Часто розмова переривається натхненною розповіддю, яка переносить читача у світ вищих понять, надій і бажань. Чудовим учнем Платона був Аристотель, творець наукової прози. Продовжувачем Аристотеля став Феофраст. У 4 столітті до н. е. виникли разом з колишніми нові напрямки філософської думки — епікуреїзм і стоїцизм (див. давньогрецька філософія). Далі від практичного життя стояла історіографія, яка теж в Афінах або під афінським впливом знайшла собі таких представників, як Геродот, Фукідід, Ксенофонт. Перший з них уродженець дорійської-іонійського Галікарнасу, писав іонійською прозою, був справжнім афінянином за своїми політичними симпатіями і особистими стосунками, через основні думки всієї розповіді, згідно з якою рятівниками Еллади від ярма варварів були афіняни. Ідеєю безперестанного втручання караючого і впокорюючого божества об'єднується в історика різнорідні матеріали, які часто лише зовнішнім чином відноситься до головного предмету оповідання — елліно-варварської боротьбі.
Легендам і байкам відводиться ще багато місця. Тільки одній сучасній події присвячена історична праця Фукідіда про Пелопоннеську війну. Рівень критики тут незрівнянно вищий, ніж у Геродота, але місце релігійної тенденції заступає художня. Виразною ознакою такої зміни виступає велика кількість речей в Фукідідовському творі, які відповідають поняттю художньої правди, але не документальної, історичної. Головним чинником історичних подій і катастроф Фукідід вважає не богів, але саме у людину з її характером і розумом, її розрахунками та помилками. Історику доводилося боротися з недосконалостями тодішньої прози, якими обумовлена відносна складність викладу. Глибокодумністю і точністю висловів окупаються стилістичні недоліки. Ідеал державного діяча для Фукідіда — Перикл.
Найважливіша історична праця Ксенофонта — «Історія Еллади», присвячена головним чином часу гегемонії Спарти і Фів після Пелопоннеської війни, що закінчилося банкрутством і політичним занепадом Афін. Ксенофонт як письменник належить Афінам за походженням, освітою і мовою (на якому помітно вплинув Ісократа), але не за суспільним настроєм і не за особистими симпатіями. Шанобливий учень Сократа, він у той же час був гарячим прихильником спартанця Агесілая і ідеалізував Кіра Великого («Агесілай», «Кіропедія»). За ступенем достовірності та неупередженості, за вірністю розуміння подій він далеко поступається Фукідіду, але настільки ж перевершує його як цікавий оповідач про різнорідні предмети домашнього побуту і суспільних відносин, виховання, моралі. Рішуче порвавши пута полісного, навіть еллінського патріотизму, Ксенофонт більш охоче йшов на службу до перського царевича або спартанського царя, ніж залишався на батьківщині, де не все відповідало його політичним ідеалам і правилами поведінки. У його «Кіропедії» знаходимо найдавніший зразок романічної розповіді в європейській літературі. Його «Відступ десяти тисяч» рясніє картинами і описами вдач напівдиких народів.

### Перехід до еллінізму
В цей час з'являються нові жанри, методи у поезії, музиці, живопису. Їх яскравими представниками були Тимофій Мілетський, Антімах Колофонський, Ерінна, Евен Пароський.

## Доба еллінізму

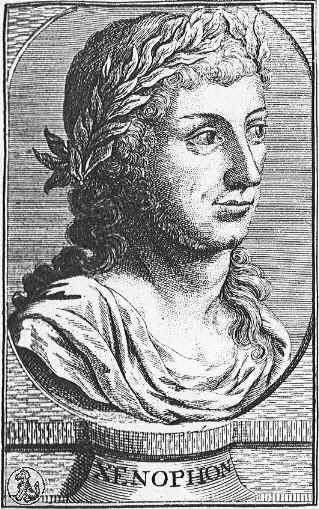
Ксенофон

Походи Александра Македонського і створення після них еллінських держав-монархій на Сході відкрили новий, другий етап становлення грецької цивілізації. Термін «еллінський» застосовується до давніх греків(або еллінів), а термін «елліністичний» — лише до одного з періодів їхньої історії: від смерті Александра Македонського(323 р. до н. е) до завоювання Еллади Римом(пор.: «доба еллінізму», але «література еллінів».
Порівняно з місцевим населенням східних міст, елліни користувалися значними привілеями, що дедалі поглиблювало ворожнечу на національному піддґрунті. Проте це мало турбувало честолюбних грецьких монархів. Вони були упевнені в своїй безнаказаності, а тільки мріяли про майбутню славу, отож прагнули залишити після себе незаперечні символи і докази своєї величі, достатку і могутності у спадок наступним поколінням, і вразити уяву грандіозністю і красою свого мистецтва. Тому саме в цей час мистецтво, зокрема і література особливо збагачується новими іменами та їх працями; воно тяжіє до пишноти і мальовничості, до грандіозних форм, які, і справді, не могли не приголомшити людину.
Із встановленням македонського панування були закріплені і отримали нову силу умови грецької освіченості й літератури, що складалася в цей час під впливом внутрішніх відносин в самому еллінському світі. Потреба у більш задовільній і доцільній політичній організації відчувалася задовго до появи на історичній сцені Філіппа ІІ та його сина Александра Великого. Узи полісного патріотизму були зруйновані успіхами філософської думки та художньої творчості, торговельними та промисловими відносинами. За словами Ісократа, «афіняни досягли того, що ім'я елліна стало даватися не за приналежність до еллінської расою, але за розумовий розвиток, і має додаватися скоріше до тих людей, які причетні до нашої освіченості, ніж до тих, які одного з нами походження». Сократ вчив, що людина — громадянин усього світу.

Практично вплив подібних ідей і такого настрою можна спостерігати вже у Ксенофонта. Відчувалася потреба в такій політичній організації, яка поєднала б у собі вигоди широкої обласної автономії і силу національної єдності. Завойовники Еллади, як македоняни, так пізніше і римляни, не задовольнили цієї потреби; багато що вони зруйнували, решту пристосували до своїх національних інтересів. Ось чому звернення Еллади в стан, залежний від македонських царів, від римського народу чи римських імператорів, не супроводжувалося творчим рухом в області мистецтва або філософії. Хоча все-таки еллінський геній не вичерпався і в нових, менш сприятливих умовах; він втратив тільки колишню яскравість і оригінальність, продуктивність його ослабла. Як у македонському, так і довгий час в римському періоді твори еллінського мистецтва і науки залишалися головним чинником освіти стародавнього світу.

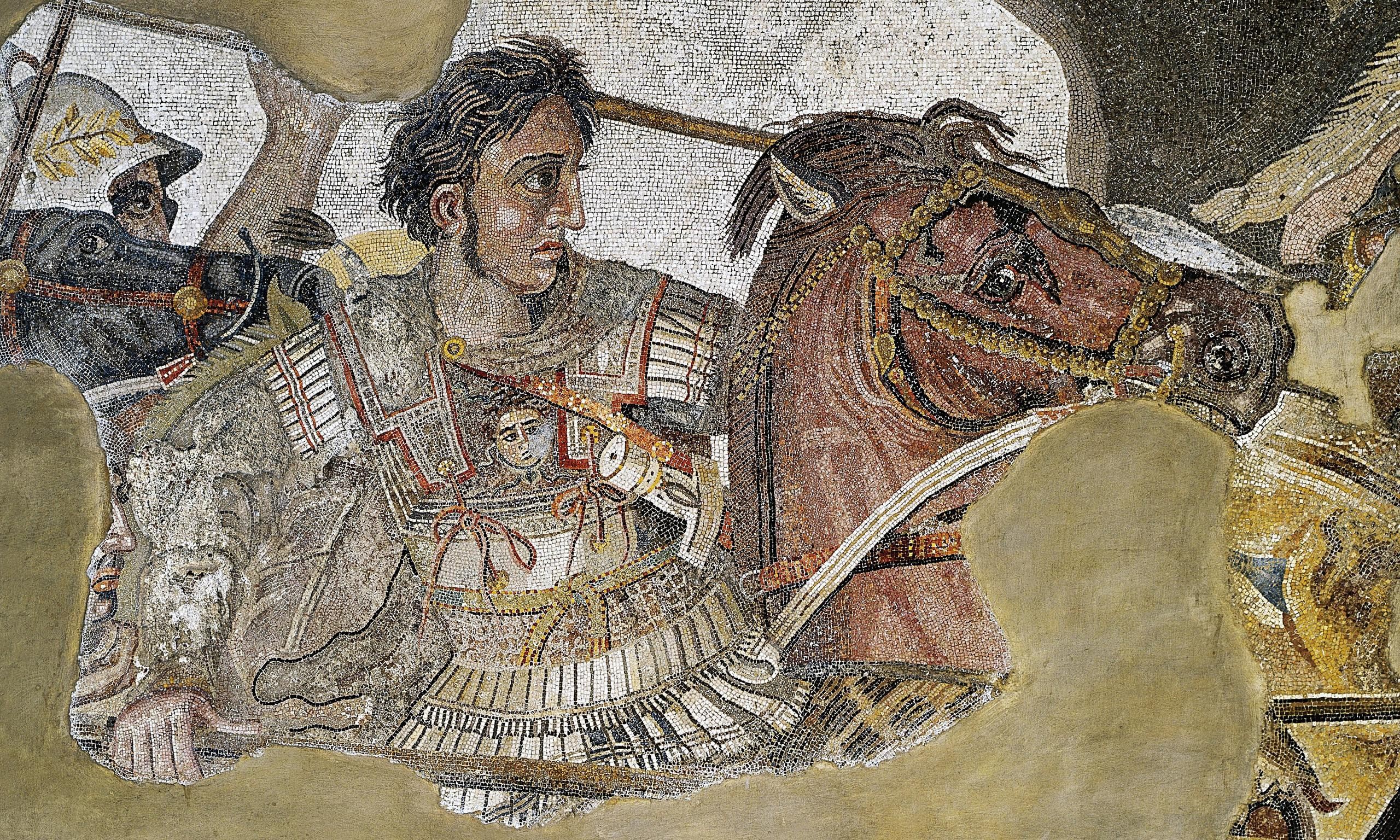
Александр Македонський, мозаїка

Стан політичної залежності від Македонії і виникнення нових центрів еллінської освіченості збігаються в літературі із, так званим, александрійським періодом, що тривав приблизно до перших часів Римської імперії (300—330 роки до н. е.). Участь Лагідів в літературі, починаючи з Птолемея I, заснування в Александрії Музею і двох бібліотек — все це визначало характер і зміст нової літературної діяльності та змінило собою ті стимули художньої і наукової творчості, які містилися в органічному зв'язку між діяльним громадянством та виразниками його потреб і прагнень. Цілі галузі літератури перестали існувати, зокрема політичне красномовство, політична комедія, також трагедія. Інші отримали новий напрям, переважно риторичний і стилістичний (історіографія, деякі види поезії). Треті ж виникли і пройшли процес становлення, як більшість наукових спеціальних дисциплін, а в поезії — ідилія й еротична лірика. Розумове життя виражалася головним чином у збиранні, класифікації та вивченні матеріалу. Найбільше александрійським вченим Європа зобов'язана тим, що збереглося від грецької старовини; вся римська наука і середньовічна були ні чим іншим, як засвоєнням того, до чого у своїх дослідженнях прийшли александрійські вчені. Наскільки важливий цей період для європейської науки, випливає з того, наприклад, що продовжувачем Архімеда в науковій механіці був Галілео Галілей. «Елементи» Евкліда представляють дотепер зразок керівництва з геометрії, нинішня філологічна критика багато зобов'язана тодішнім граматикам тощо. Значні дослідження у фізиці зробив Стратон Лампсакський.
Водночас давньогрецька культура справила відчутний вплив на народи підкорені греками або колонізовані. Це стосується мідян, вавилонян, сирійців, мешканців Малої Азії, а також навіть юдеїв. Серед останніх слід відзначити автора драм Єзекіля.
У поезії переважна увага зверталася на ретельну розробку та обробку існуючих форм, на внесення в область віршованого викладу нових тем і сюжетів, дидактичних, міфологічних, еротичних, жартівливих (Каллімах, Ріан, Аполлоній Родоський). Віддалення поезії від політики відшкодовано ідилічними картинками пастушого і взагалі простонародного життя, сповненими художньої правди, щирого почуття у віршах Теокріта, Біона, Мосха. Все більшого розвитку набуває творчість еротичного характеру (Елефантида та ін.) Крім Александрії, важливим центром літературного і взагалі розумового руху була резиденція Атталідів — Пергам.

### Наукова проза
У низці наукових дисциплін того часу перше місце займала філологія або літературна критика. Каллімаху, Зенодоту, Аристофану, Аристарху, Дідіму, Діонісію Фракійському, Неоптолему Парійському належать величезні заслуги з відновлення, збереження і пояснення стародавніх текстів. Засновниками наукової географії та хронології були Ератосфен, Аполлодор Афінський, Тімей. Цікаві дослідження з географії зробив Агатархід. Історіографія розвивалася у двоякому напрямку: з одного боку, не бракувало спроб побудувати універсальну, загальну історію (Полібій), з іншого — численність досліджень в галузі історії окремих міст і країн (Філохор, Істр, Мегасфен, Манефон, Тімаген та ін.). З'являються перші життєписи, зокрема Антигона. У риториці панували три школи: афінська, азійська, родоська — їх представники Гегесій Магнесійський, Гермагор. Розвивались й науки природно-історичні, математичні та медицина — Темісон Лаодікейський, Асклепіад Віфінський.
Красномовство
У цей період зі змінами в соціально-політичному житті елліністичного суспільства красномовство теж змінюється: деякі його види зникають, з'являються нові. Насампер зміни торкнулись такого виду ораторського мистецтва, як політичних промов, які були породжені розвитком демократичного ладу в Греції. Тепер громадянин був фактично відсунутий від вирішення усіх справ, які стосувались управління державою. Встановлення монархічного диктаторського устрою означало занепад, а потім і повну загибель політичного красномовства, адже вікрита політична боротьба перестала існувати, отже і саме громадянське суспільство змінило до демократії своє ставлення — воно просто стало до неї байдужим. Останні етапи боротьби за відновлення демократії супроводжувались і останніми політичними промовами.
Разом із політичним ораторським красномовством занепадало і судове ораторське мистецтво. Воно вже втратило своє практичне значення. Суд звершували призначені на цю посаду «зверху» судді, а судів присяжних (геліей) в еллінізованих державах не було. Лише зрідка, у якихось виняткових випадках у залі засідання суду лунали промови захисників звинуваченого. Форму подібної промови в добу елінізму починають використовувати з розважальною метою.
Лише урочиста (епідиктична) промова, як і епітафії, не тільки продовжує існування, але отримує нове життя і бурхливими темпами розвивається і вдосконалюється. Її основи були закладені давньогрецьким філософом і риториком Ісократом. Він детально розробив композицію цієї промови, протиставляючи свою пишну благозвучну похвальну промову поетичному слову як рівноцінну заміну, тобто створив своєрідний «прозовий енкомій». Прославляючи певну особу, зокрема політичного діяча, він спочатку звертається до його біографії, розповідає про предків, дає самому діячу характеристику, після чого вихваляє його заслуги перед народом та його діяльність загалом, і закінчує апологетичним возвеличуванням, порівнюючи особу, про яку розповідає, з божеством (як, наприклад, «смертне божество», «бог серед людей»). За схемою Ісократа і створюються хвалебні епідиктичні промови доби еллінізму.
Але тепер таі промови вже мають вигляд «царських», тобто панегіричних промов на честь правлячого монарха, якого в кінці промови, за схемою Ісократа, порінюють з божеством. Подібні промови створювали на честь Александра Македонського за його життя, а потім вони прославляли еллінських монархів та римських імператорів.
Умов для розвитку насправді дійового ораторського мистецтва часів еллінізму вже не було, тому поети, створюючи свої промови, робили акцент на суто формальних елементах. Передусім подібне захоплення словесними формами проявляли оратори азійсько-еллінських держав; потім воно поширилось на Грецію, а згодом і на Рим. Цей специфічний стиль, що був сповнений дзвінкими, яскравими фразами, риторичними фігурами та своєрідними стилістичними художніми засобами стали називати аніанізмом.
Майже 200 років тривала боротьба між цим і старим, традиційним ораторським мистецтвом, аттикізмом, який був створений в Аттиці. Ученим періоду еллінізму вдалось зберегти промови аттикістів, віддаючи перевагу саме їм за чистоту мови, композиційну стислість і ясність вираженої думки.
-Визначними промовцями були афінські державні діячі Фемістокл та Ефіальт. Але особливо вишуканим даром слова володів Перікл, якого через це називали «олімпійцем» — з-за трибуни він «кидав громи й блискавки», його промови підкоряли могутністю й силою ораторського пафосу, проникливістю і бездоганною формою. Однак вони до нас не дійшли.
У розвиток давньогрецького красномовства значний внесок зробили і сучасники Демосфена Гіперід і Лікург. Промови Гіперіда вирізнялися надзвичайною простотою і природністю, переконливою аргументацією. Він ігнорував встановлені правила ораторського мистецтва, зокрема його «фігури». Лікург уславився своєю чесністю і боротьбою за справедливість, а також як автор ряду законів. Його промови характеризувалися урочистою повільністю, щирістю і деякою грубуватістю.

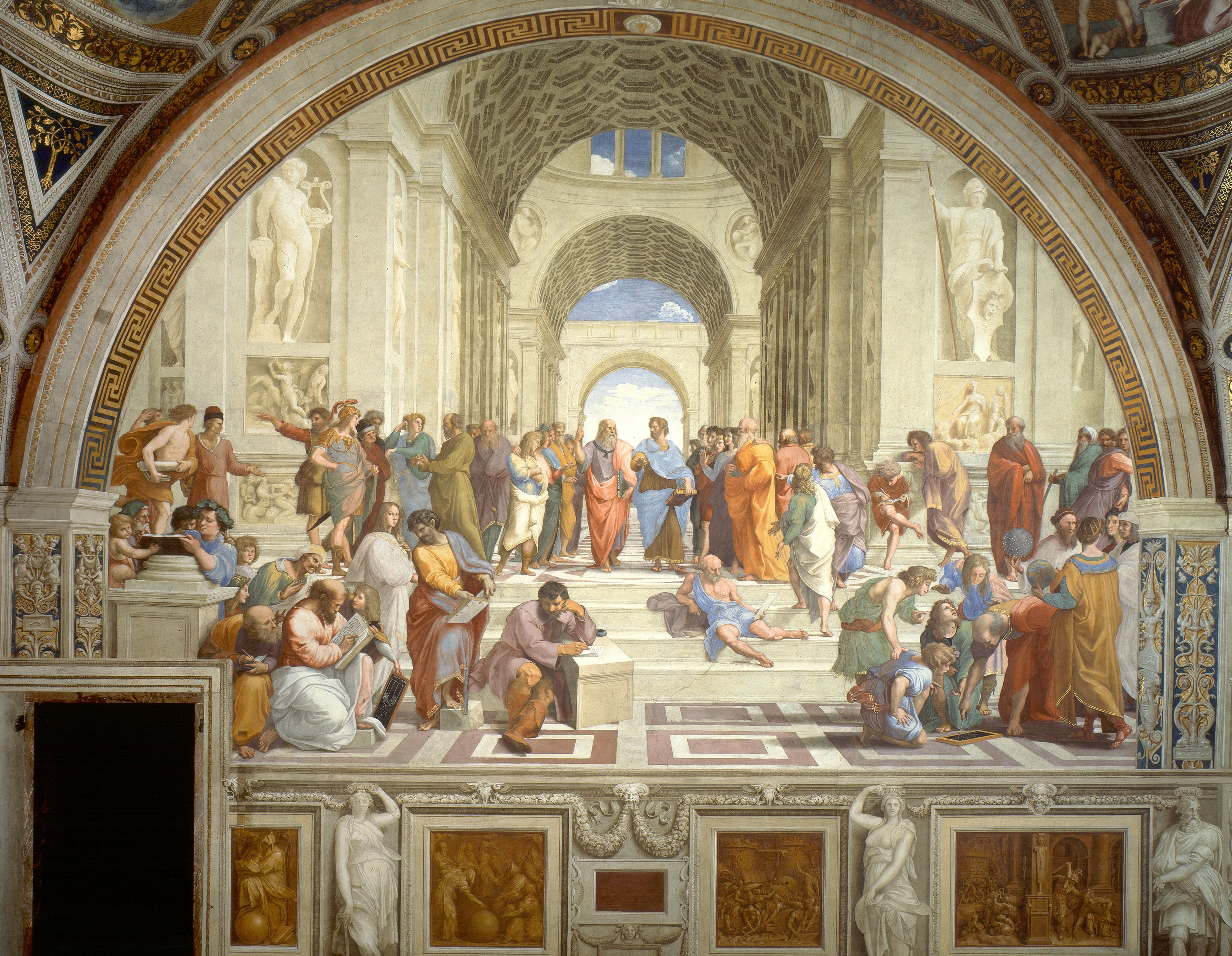
«Афінська школа» Рафаель Санті

## Римська доба
Найбільш характеристичну приналежність римського періоду грецької літератури становить софістика, яка за формою являла собою відродження класичної літератури (див. вище). Вона була підготовлена зусиллями стилістів-теоретиків доби Августа воскресити для літератури аттицизм у всій класичній його чистоті. Тому попередниками блискучого періоду софістики вважаються Діонісій Галікарнаський та Цецилій з Калакти.
Однак софісти не задовольнялися вивченням і засвоєнням аттичних письменників, вони хизувалися один перед одним і перед публікою вишуканістю слів та зворотів, які вони знаходили в забутих літературних пам'ятниках. 2 та 3 століття до н. е. стали завдяки софістам справжнім торжеством грецької мови та освіченості, святом дотепності, винахідливості і витонченості мови, що постійно підтримувало інтерес до давньогрецької культурі. Імператор Адріан і Антоніни, Флавій Клавдій Юліан і його наступники представляють два періоди цієї пізнішої софістики, кожен з них мав і свого історика — Філострата Афінського, Філострата Старшого, Філострата Молодшого й Евнапія.
Успіх софістики чимало сприяв поширенню грецької мови і літератури у віддалених частинах римського світу. Грецькі школи в цей період процвітали не тільки в Афінах або Александрії, у Пергам або на острові Родос, але також в Антіохії, Тарсі, Візантії, Массілії. Причетними до грецької літературі стали крім греків юдеї, сирійці, єгиптяни. Політичне підпорядкування Риму визнавалося в еллінському середовищі явищем неминучим і благодійним (Полібій, Страбон, Діодор, Діонісій Галікарнаський). Ще не набула чинності софістика, напрямок александрійської школи залишався панівним і після звернення Єгипту на римську провінцію. Космополітична і разом повчальна тенденція проявляється яскраво в історіографії (Діодор, Діонісій Галікарнаський, Микола Дамаський, Плутарх), пізніші Арріан, Діон Касій, Аппіан та інші. З географів і періегетів найбільш прославилися Страбон, Павсаній, Птолемей, система світобудови якого трималася непорушно до Коперника. Зразками софістичного красномовства можуть служити промови Діона Хрисостома кінця першого століття, Елія Арістіда, Максима Тірського, Фемістій та інші. У 2-3 століттях нашої ери Отці Церкви Григорій Назіанський, Василій Великий, Іван Золотоустий шанувалися учнями відомих софістів-язичників — Гімерія, Лібанія. Чудова особистість в літературі II століття — сирієць за походженням, дуже плідний і дотепний письменник, Лукіан з Самосати. Продовжив традиції лірики критянин Месомед. Теорія красномовства розроблялася також з великим старанням: Гермоген у 2 столітті і Лонг у 3 столітті. У філософії переважали стоїцизм (Епіктет, Марк Аврелій) і неоплатонізм (Плотін, Порфирій, Прокл).
Заняття граматикою, вивчення прислівників, складання словників тривали і в цей період. Через весь римський період проходить у поступовому розвитку жанр прозової літератури, який все ближче відповідає нашому поняттю роману, хоча складові елементи його — еротизм, видовищність, описовість — існували в грецькій літературі споконвіку. Однак систематичне поєднання всіх необхідних для роману елементів воєдино, в прозові оповідання про закоханих, з докладними описами картин природи, з перерахуванням різного роду перешкод і пригод належить римському періоду (Антоній Діоген, Харитон Афродісіадський, Ямбліх, Ксенофонт із Ефесу, Геліодор з Емеси, Мусей, Ахіл Татій та інші). Християнські письменники змагалися з язичницькими у складанні подібних «драм». П'яте століття нашої ери ознаменувалося подобою відродження античних видів творчості, переважно епосу і гімнів (Квінт Смірнський, Нонн Панополітанський з Єгипту), історичних творах (Олімпіадор Фіванський, Зосім та ін.), філосфських та церковних праць (Сінесій, Немесій, Іоанн Філопон), продовжується складання епіграм, одним з останніх античних представників цього жанру був Паллад.
У III столітті з'являються збірки літературних праць авторів періоду розквіту античної літератури (Афіней та ін.). Вони складаються до V століття (Іоанн Стобей та ін.)
Історично-культурне значення зв'язку римської літератури з грецькою:
Після давньогрецької цівилізації, другою органічною складовою античного світу була римська. У цих двох величних цивілізацій були схожі історичні етапи розвитку. Протягом VI—V ст. до н. е. первісно-родова община поступилася місцем рабовласницькому суспільству, спочатку дрібному з його республікансько-полісною системою, а пізніше й великому, що привело до зміни державного устрою і появи монархії, імперської диктатури. Проте в Римі цей процес відбувався значно пізніше і в інших географічних та політичних умовах, ніж в Елладі. Римська держава піднеслася тоді, коли могутня Грецька цивілізація після бурхливого розквіту в V ст. до н. е. вже вступила в період глибокої кризи і врешті стала легкою добиччю молодого, але вже агресивного Риму,який і завоював її наприкінці 11 ст. до. н. е. Перетворення держави Еллади у римську колонію мала величезне значення для самих римлян, ажде для них Греція стала величезним культурним центром-спадщиною, музеєм. Кожний заможній римлянин уважав необхідним отримати освіту саме в Греції. А римські письменники, в свою чергу, ознайомлювались з усією найрізноманітнішою культурною і літературною спадщиною, яку залишила після себе донедавна наймогутніша і найбагатіша цивілізація еллінів. Але це не було сліпим запозиченням римлянами спадку переможеного народу Греції; римські митці намагались, базуючись на досвіді своїх попередників-греків, привнести в літературу свою національну ідею і колорит самобутності Риму. Вони, взявши порушену грецькими письменниками проблему розкриття внутрішнього світу особистості, світу її почуттів, зокрема кохання; і в цьому випередили своїх попередників і, можна сказати, учителів. Зразком такого глибокого проникнення в людську душу може послугувати часом манірна лірика Овідія; щира і справжня — Катулла; надзвичайно драматична лірика Вергілія, зокрема і так зворушливо розкрита історія кохання його Дідони з його останнього і найвизначнішого твору «Енеїди».

## Сучасна література давньогрецькою мовою
Попри певний занепад володіння давньогрецькою мовою після припинення її вивчення у середніх навчальних закладах у першій третині ХХ століття, в ХХІ столітті з ровитком новітніх технологій ця мова отримала нове дихання. І хоча нею весь час десь щось перекладалося (переважно з навчальною метою), лише на початку третього тисячоліття давньогрецкою почали перекладати сучасну класику. В 2004 році було перекладено книгу Джоан Роулінґ «Гаррі Поттер і філософський камінь» (перекладач — проф. Ендрю Вільсон), пізніше — «Маленький принц» Антуана де Сент-Екзюпері (перекладач — Хуан Кодерч, 2017 р.), наприкінці 2021 року п'єса Оскара Вайлда «Як важливо бути серйозним» (перекладач — Хуан Кодерч). Крім перекладів є і оригінальні твори, написані давньогрецькою. Серед них варто згадати епопею чеського полігістора Яна Кршесадла Ἁστροναυτιλία (1995)
У зв'язку з виникненням перекладів сучасної літератури словниковий запас давньогрецької мови також збагачується, переважно через переосмислення старих слів, а також калькування. При цьому перекладачі виходять з того, що нові слова мали б бути певною мірою зрозумілі «античному читачеві», такими є, наприклад, неологізми «γεώμηλον» (картопля) — «земляне яблуко», «ἅρμα μάχης» (танк) — «візок битви», «ὀνόματα κεχιασμένα» (кросворд) — «схрещені слова».
Сучасна давньогрецька література вже стала предметом кількох об'ємних досліджень.

### Перелік оригінальних творів і значних перекладів
1995 — Ян Кршесадло (Ἰωάννης Πυρεῖα) «Ἁστροναυτιλία» (оригінальний твір)
2004 — Джоан Роулінґ «Гаррі Поттер і філософський камень» — «Ὁ Ἅρειος Πότηρ καὶ ἡ τοῦ φιλοσόφου λίθος» (перекладач — проф. Ендрю Вільсон)
2010 — Don Camillo And Sherlock Holmes In Classical Greek (перекладач — Хуан Кодерч)
2017 — Антуан де Сент-Екзюпері «Маленький принц» (перекладач — Хуан Кодерч)
2021 — Оскар Вайлд «Як важливо бути серйозним» (перекладач — Хуан Кодерч)